# Piet Theunissen
Peter Maria (Piet) Theunissen (Maastricht, 1 februari 1932 – Heerlen, 22 maart 1991) was een Nederlands muziekpedagoog.
Hij was zoon van Maria Margaretha Tullemans en hulpkeurmeester Joannes Antonius Hubertus Theunissen. Hijzelf was getrouwd met Claar Kerckhoffs (1931-2016).
Hijzelf was een leerling van het Conservatorium van Maastricht waar hij zijn muziekonderwijsdiploma (MO-B) haalde. Hij gaf ook jarenlang les aan dat opleidingsinstituut. Hij werd in 1971 als opvolger van Henri Heydendael directeur van de Muziekschool Heerlen. Nadat die school met Charles Hennen, Jos Smeets en Heydendael steeds meer leerlingen kreeg, groeide de school onder hem door tot 4400 leerlingen. Theunissen stond niet onwelwillend tegenover vernieuwingen in het muziekonderwijs en had daartoe zitting in allerlei overlegorganen.
Hij riep het Charles Hennen-concours in het leven; hij was een duizendpoot op het gebied van besturen; hij werd gekend binnen allerlei culturele instanties in Zuid-Limburg.
In 1990 werd hij benoemd tot ridder in de Orde van Oranje-Nassau, een jaar later overleed hij na een lang ziekbed op 59-jarige leeftijd. Hij werd gecremeerd op Imstenrade, Heerlen. Hij werd opgevolgd door Peter Weinstock, die al gedurende die ziekte een aantal taken had overgenomen.